# Ikarus 412
Ikarus 412 — городской венгерский автобус с низким полом, предназначенный для перевозки пассажиров. Является более длинной версией Ikarus 411. В 1995 году был представлен его прототип, который был сделан для немецкого экспорта с двигателем Mercedes-Benz OM 447 E2. Впервые в Венгрии был выпущен в 1996 году с двигателем Rába D10 Euro 2. Это стало широко распространённым в Будапеште в 1999 году. Примерно (в зависимости от расположения сидений) автобус может перевозить до 60 пассажиров.

## История
В начале 1990-х Ikarus запустил программу создания автобусов с низким уровнем пола, одной из которых была представлена как Ikarus 412. Главным инженером этого типа автобусов являлся Матьяш Матольчи, дизайнером — Золтан Кароши. Чтобы сократить время разработки и затраты, дизайнеры опирались на элементы типа 400, разработанные в 1980-х годах, а интерьер также содержит многие элементы, использованные в Ikarus 200 (крышки, наручники, руль, освещение салона и т. д.) Талант дизайнеров показывает, что все нововведения не бросались в глаза. Тем не менее, по сравнению с первой серией крупных европейских производителей автобусов с низким полом (Mercedes-Benz Citaro, Scania OmniCity, Neoplan Centroliner), существует существенная разница. Однако программа, которая была не очень успешна с точки зрения производственных показателей, сыграла новаторскую роль. Период тестирования отсутствовал, автобусы часто подвергались критике покупателей.
Российские компании изначально не заказывали автобусы с низким полом, а вместо этого приобретали более дешёвые 200-х серий. В 1990-х годах версии со стандартным полом серии 400 (VÖV II, 750 мм) имели более умеренный успех.
В 2010 году некоторые из Ikarus 412 были отремонтированы в Секешфехерваре, были устранены основные проблемы конструкции автомобиля (конструкция рамы). Кроме того, были добавлены новые, более крупные и более тёмные окна, был отремонтирован новый информационный блок для пассажиров (Vultron), восстановлен салон автобуса.

## Технические характеристики
Двигатель и трансмиссия
Автобусы были комплектовались двигателями RÁBA, Mercedes, MAN или Cummins.
Ikarus 412.10 (BKV-MKV) оснащен MAN D0826, 6-цилиндровым стационарным дизельным двигателем с непосредственным впрыском и турбонаддувом, объемом цилиндров 6871 см3. Эти двигатели имеют максимальную мощность 162 кВт (220LE) и максимальный крутящий момент 820 Нм.
Автобусы оснащены 3-ступенчатой автоматической коробкой передач Voith D851.3 или 6-ступенчатой ZF 4HP 500, ZF 4HP 590.
Входные двери
Для этого типа использовались двери, открывающиеся внутрь, с электропневматическим приводом.
Информация для пассажиров
Автобусы в Будапеште оснащены системой информирования пассажиров FOK-GYEM, которая показывает номер рейса и пункт назначения на передней и боковой стороне транспортного средства, время в пассажирском салоне, номер рейса, терминал и небольшой дисплей на задней части автобуса. Сельские образцы автобусов характеризуются использованием панелей или дисплеев EMKE.